# Schlattstein

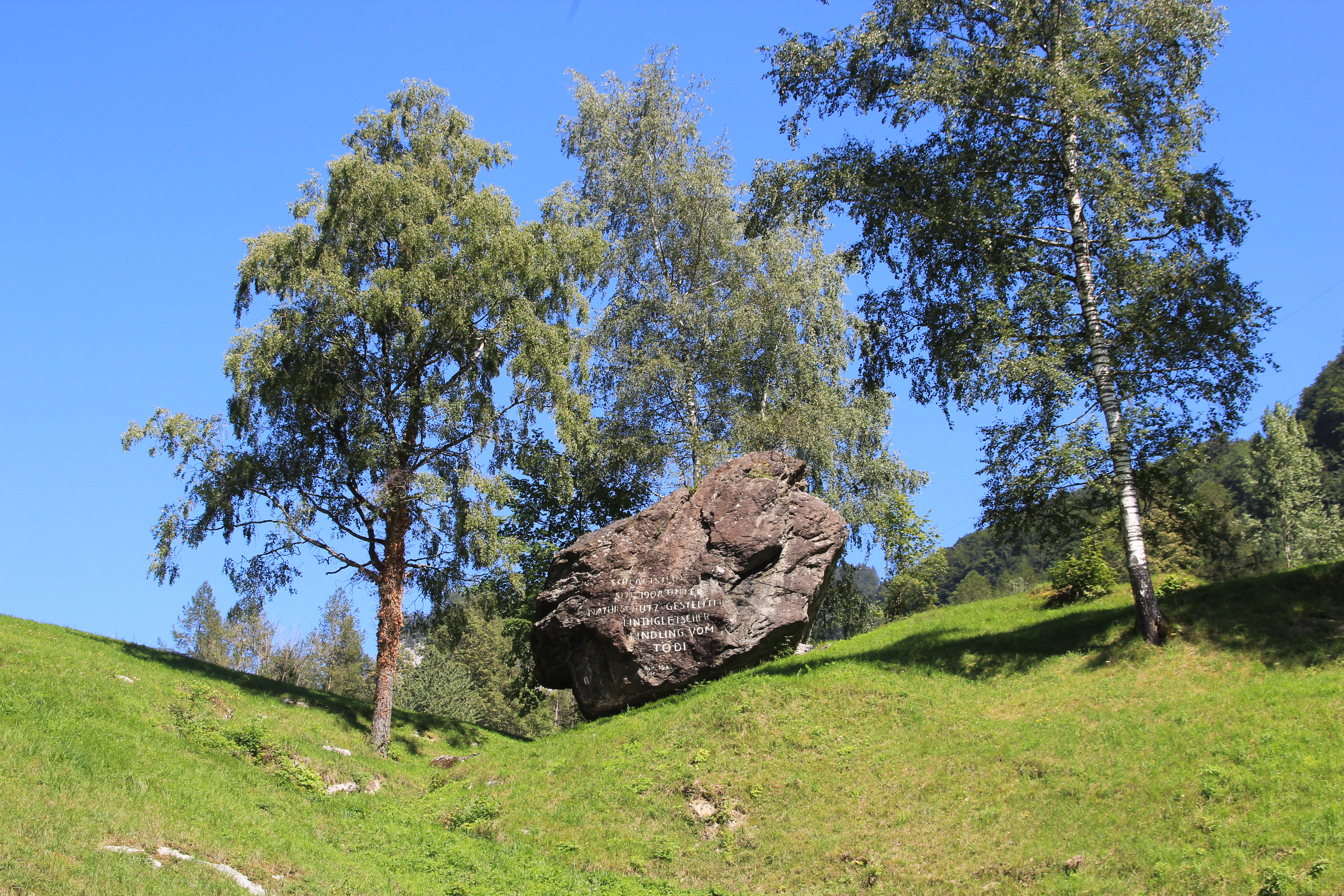
Schlattstein, von Westen

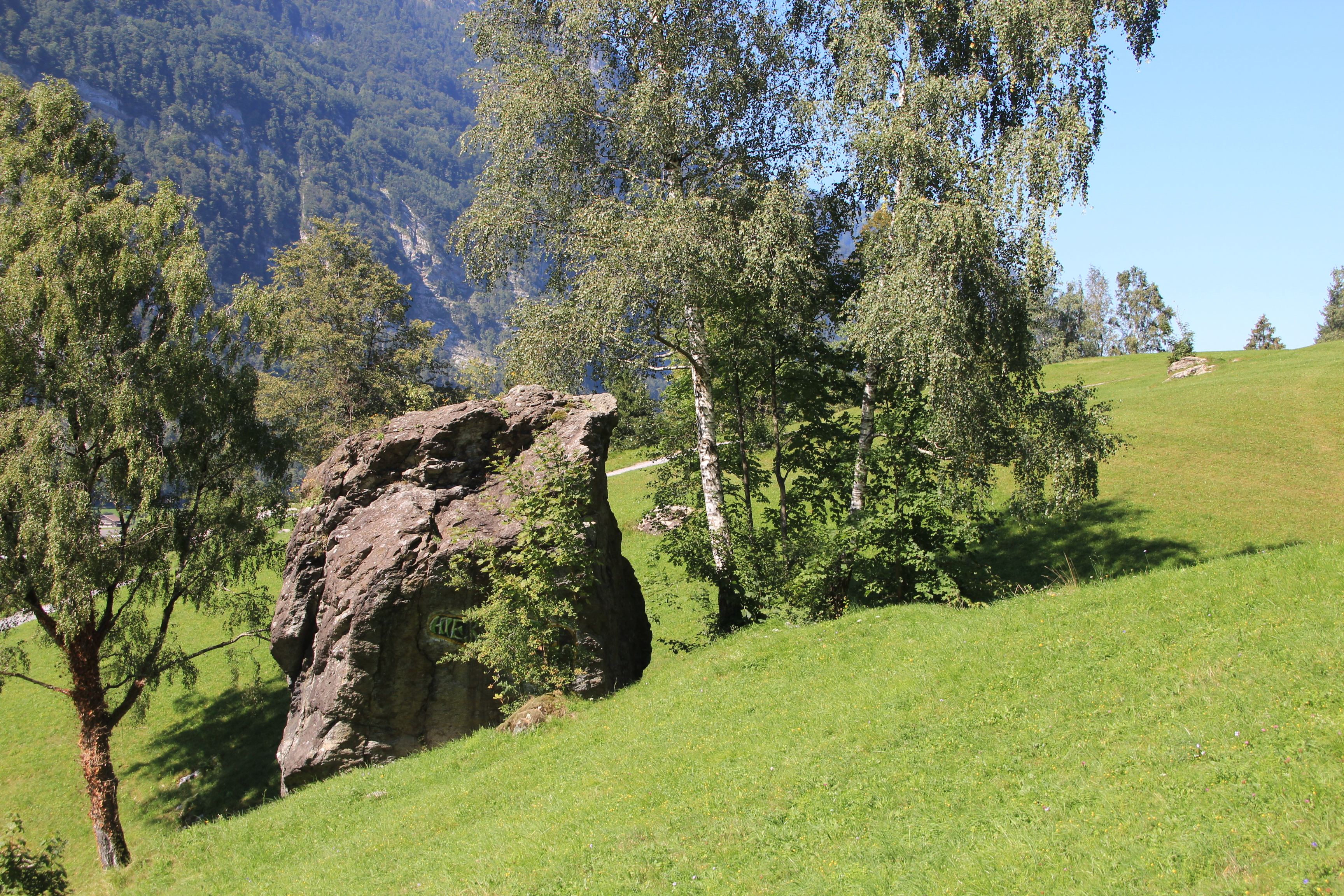
Ansicht von Süden

Der Schlattstein ist ein grosser Erratischer Block bei Netstal im Kanton Glarus. Er gilt als der grösste Findling des Kantons und als Wahrzeichen des Dorfes.

## Lage
Der Stein steht nordöstlich des Dorfes jenseits der Linth auf einer Höhe von 490 m ü. M. auf einer Wiese. Er ist vom Bahnhof aus sichtbar und von dort über einen Spazierweg in 10 Minuten zu Fuss gut erreichbar.

## Name
Der Name Schlattstein bezieht sich auf die Schlatt genannte Wiese, auf der der Stein steht.  Schlatt bezeichnete ursprünglich eine schilfbewachsene, feuchte Wiese, bzw. das darauf wachsende Sumpfgras, später auch ein Tal, Mulde, Abhang eines Hügels, Weideplatz auf einem Hügel oder Wiesland zwischen Äckern.

## Beschreibung

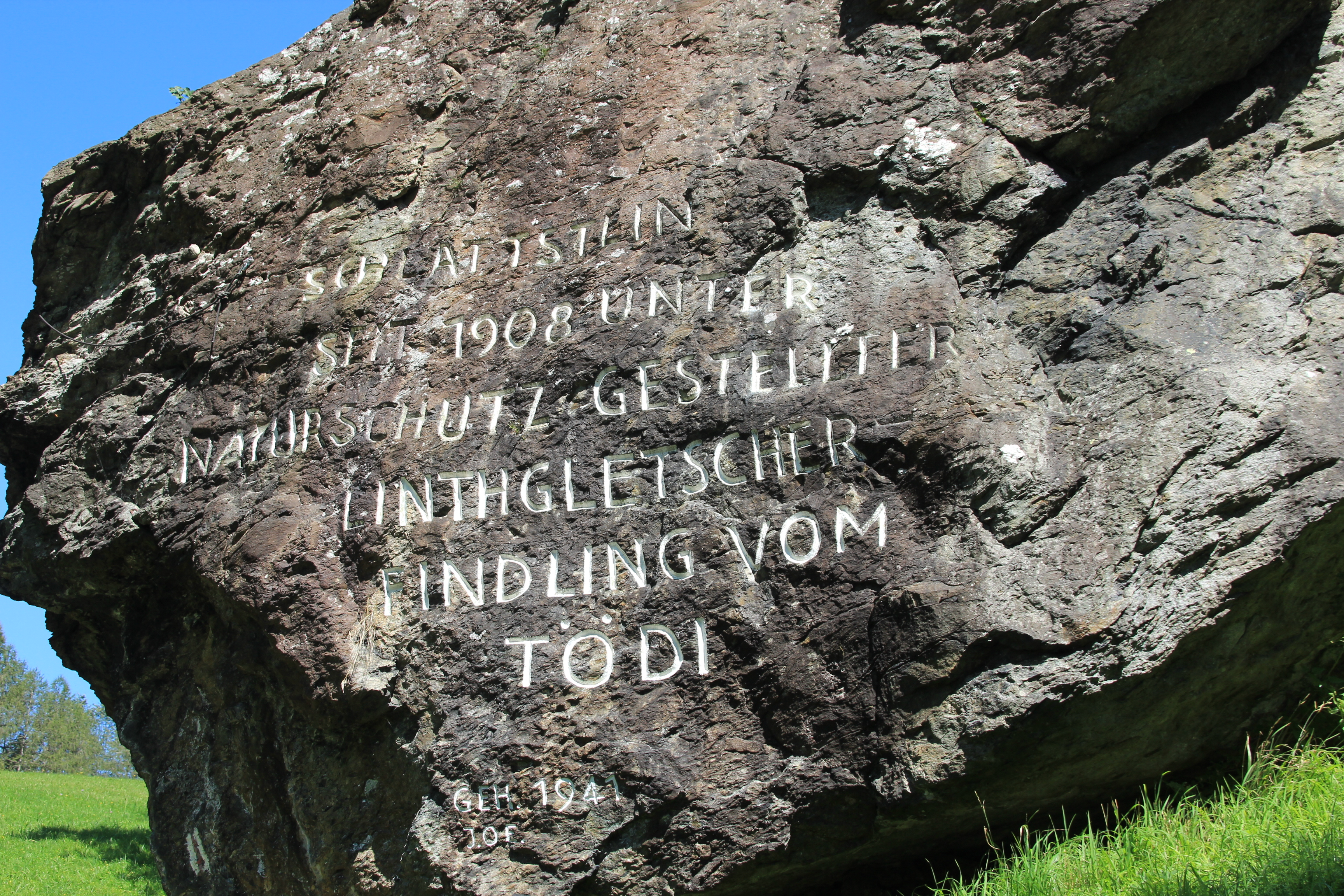
Inschrift

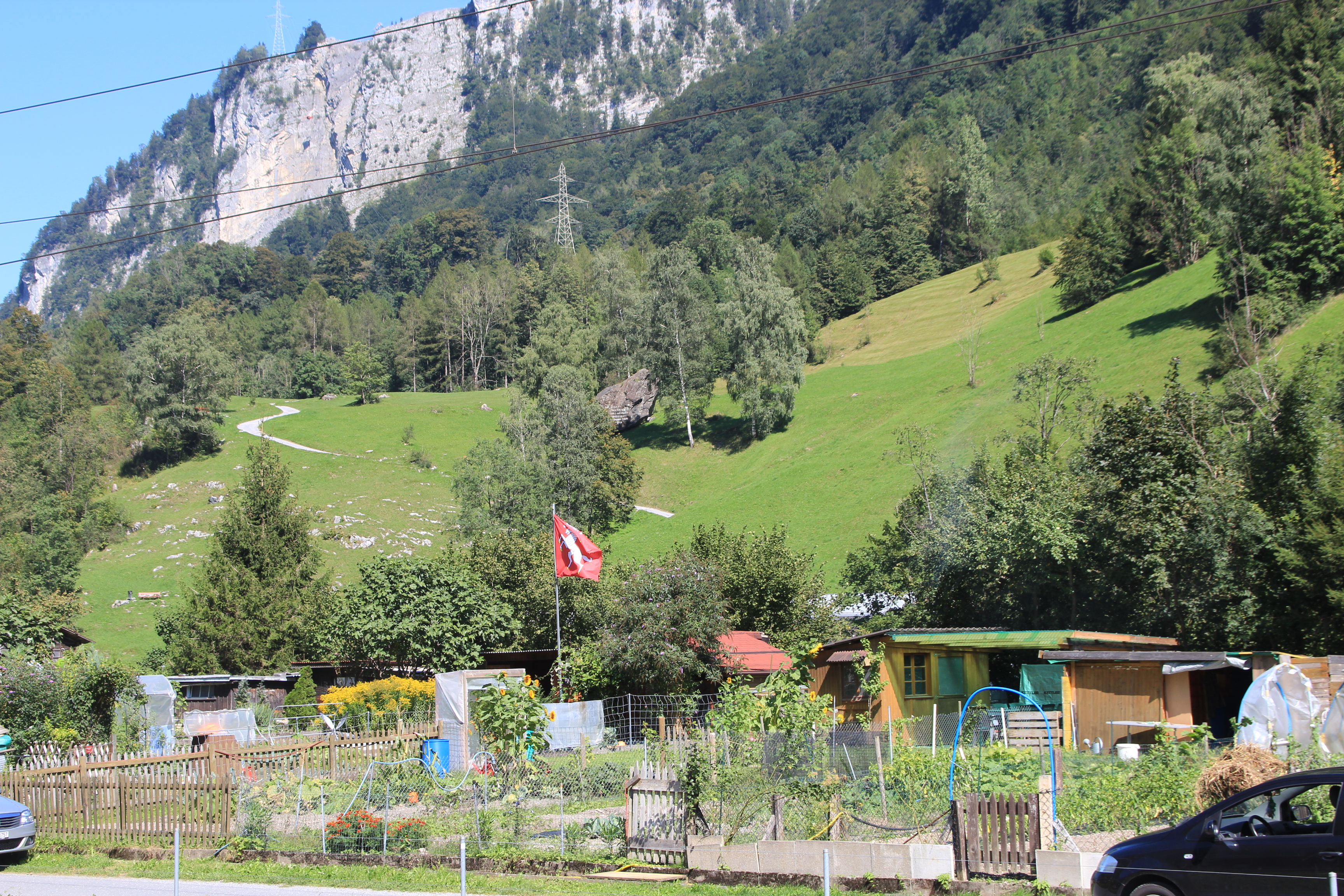
Ansicht vom Bahnhof aus

Geologisch besteht der Schlattstein aus Sedimentgesteinen vom Bifertengrätli am Tödi. Die Sedimente enthalten Granitfragmente, vulkanische Elemente und kohleführende Sedimente. Der Schlattstein besteht somit aus den seltenen Gesteinen der "Bifertengrätli-Serie". Es handelt sich nicht um Verrucanogestein. Dieses kommt am Tödi nicht vor. Der Schlattstein wurde vor rund 12'000 Jahren vom Linthgletscher bei seinem Rückzug hier liegen gelassen.
Zweimal sollte er gesprengt werden, um aus ihm Baumaterial gewinnen zu können. 1784 fanden die Sprengmeister den Block zu wenig lohnenswert und zogen unverrichteter Dinge wieder ab. Ein Gesuch zur Sprengung des Steins wurde 1890 vom Gemeinderat abgelehnt. Auf Antrag der Naturschutzkommission des Kantons Glarus wurde der Findling 1908 unter Naturschutz gestellt. Am 31. Mai 1942 wurde dies im Auftrag der Naturforschenden Gesellschaft in den Stein gemeisselt:
Schlattstein

Seit 1908 unter

Naturschutz gestellt

Linthgletscher

Findling vom Tödi

GEH 1941

J.O.E.

## Kletterstein
Der Schlattstein ist mit seiner Höhe von rund 7 Meter als Kletterstein beliebt. Klettertechnisch habe der Stein viel zu bieten und es habe für jeden Schwierigkeitsgrad etwas dabei, schreibt ein Boulderer.